# Ленинское (Новосибирский район)
Ленинское — село в Новосибирском районе Новосибирской области. Административный центр Морского сельсовета.

## География
Село расположено в юго-западном пригороде Новосибирска, в 7 км от границы областного центра, в 19 км от ближайшей железнодорожной станции «Сеятель», в 27 километрах от международного аэропорта Толмачёво, на левом берегу Обского водохранилища.

## Население
| 2002 | 2007  | 2010  | 2021  |
| ---- | ----- | ----- | ----- |
| 2379 | ↗2583 | ↘2453 | ↗3480 |

## Предприятия и учреждения
Образовательные учреждения:
- Ленинская средняя общеобразовательная школа № 47.
- Детский сад «Огонек».

Культурные учреждения:
- Ленинский Дом культуры.
- Ленинская сельская библиотека.

Медицинские учреждения:
- Ленинская врачебная амбулатория.
- Реабилитационный центр для детей-инвалидов «Морской залив».

Почта и связь:
- Ленинское почтовое отделение
- Ленинское отделение электросвязи

Банковские услуги:
- Ленинское отделение № 5503 Сибирского банка Сбербанка России

Жилищно-коммунальные услуги:
- МУП «ДЗ ЖКХ с. Ленинское»

Производственные предприятия:
- ЗАО «Совхоз Морской»
- ОАО «Морские Нивы»
- Проектно-строительная фирма «Сибирь»

## Транспорт
Село Ленинское связано с Новосибирском 2 маршрутами общественного транспорта: автобус № 115, 115 «в».